# Ardisia paniculata
Ardisia paniculata là một loài thực vật có hoa trong họ Anh thảo. Loài này được Roxb. mô tả khoa học đầu tiên năm 1824.